# 다크웨이브

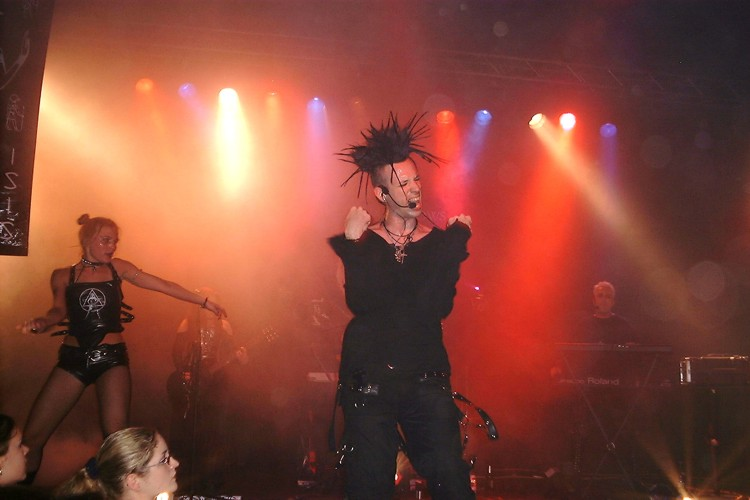

다크웨이브(Darkwave)는 1970년대 후반 나타난 음악 장르로, 뉴웨이브 음악과 포스트펑크의 속성을 지닌다.

## 같이 보기
- 앰비언트